# Wierchnij Zajemkucz
Wierchnij Zajemkucz (ros. Верхний Заемкуч) – wieś w Rosji, w rejonie wielikoustidzkim obwodu wołogodzkiego. W 2010 r. liczyła 7 mieszkańców.